# Стоктон (Мисури)
Стоктон (енгл. Stockton) град је у америчкој савезној држави Мисури.

## Демографија
По попису из 2010. године број становника је 1.819, што је 141 (-7,2%) становника мање него 2000. године.
| Група             | 2000.         | 2010.         |
| Белци             | 1.853 (94,5%) | 1.743 (95,8%) |
| Афроамериканци    | 8 (0,4%)      | 2 (0,1%)      |
| Азијати           | 22 (1,1%)     | 7 (0,4%)      |
| Хиспаноамериканци | 38 (1,9%)     | 26 (1,4%)     |
| Укупно            | 1.960         | 1.819         |